# José Luis Romero Robledo
José Luis Romero Robledo (Madrid, 5 de enero de 1945) es un entrenador y exfutbolista español. Fue así mismo secretario técnico del Fútbol Club Barcelona, club en el que ganó sus títulos como jugador.

## Trayectoria

### Jugador
Como jugador militó en las filas de dos clubes de Tercera División, La Palma CF y el CP Villarrobledo antes de debutar en Primera con el Sabadell. Durante su etapa en el Centre d'Esports Sabadell, antes de recalar en el Fútbol Club Barcelona, estuvo cedido dos temporadas al Xerez CD, con el que consiguió el ascenso a Segunda División en la temporada 1966-67. A su regreso a Sabadell, formó parte del equipo que culminó la mejor temporada de la historia de este club, quedando cuarto en liga y consiguiendo la clasificación para la Copa de Ferias. 
Este centrocampista fue fichado por el Fútbol Club Barcelona el 16 de junio de 1970, club en el que militó hasta 1972, formando parte del equipo que logró la Copa del Generalísimo de 1971 y se adjudicó la Copa de campeones de Ferias en ese mismo año, pese a que no jugó ninguna de las dos finales. Luego fichó por el RCD Español y posteriormente por el Burgos. Acabó retirándose en el Sant Andreu.

### Entrenador
Tras abandonar la práctica del fútbol se integró en el equipo técnico del Barcelona de la mano de Lucien Müller en la temporada 1978-79, formando parte de la estructura técnica del primer equipo que consiguió su primera Recopa de Europa (1979). 
Entrenó al Sabadell en la temporada 1980-81 y posteriormente regresó al Barcelona como segundo entrenador de Udo Lattek. Cuando en el mes de marzo de 1983 el técnico alemán fue cesado, dirigió al primer equipo en un encuentro liguero disputado en el Estadio Helmántico ante el Salamanca, en el que el cuadro dirigido por Romero acabó empatando a uno. Tras entrenar al Barcelona Atlético, dirigió a los equipos de segunda división Real Oviedo y otra vez al Sabadell. Volvió de nuevo a primera división para entrenar al Logroñés, Betis, Cádiz y Atlético de Madrid. Posteriormente se hizo cargo de dos clásicos del fútbol catalán; del Sabadell por tercera vez en su carrera como entrenador y del Gimnàstic de Tarragona.

## Clubes

### Como jugador
- La Palma CF
- Sevilla Juvenil
- La Palma CF
- CP Villarrobledo - 1964 - 1965
- Centre d'Esports Sabadell - 1965 - 1966 y 1968 - 1970
- Xerez CD - 1966 - 1968
- Fútbol Club Barcelona - 1970 - 1972
- Real Club Deportivo Espanyol - 1972 - 1975[7]
- Burgos Club de Fútbol - 1975 - 1976[7]
- Unió Esportiva Sant Andreu - 1976 - 1977

### Como entrenador
Clubs destacados
- FC Barcelona Amateur - 1979/80
- Centre d'Esports Sabadell - 1980 - 1981, 1988 - 1989 y 1994 - 1995[8]
- Fútbol Club Barcelona - 1983
- Barcelona Atlético 1983/84
- Real Oviedo - Temporadas 1984/85 y 1985/86
- Fútbol Club Barcelona - 1986 - 1989
- Club Deportivo Logroñés - 1989 - 1990
- Real Betis Balompié - Temporada 1990/91[9]
- Cádiz Club de Fútbol
- Club Atlético de Madrid - 1994[10]
- Gimnàstic de Tarragona

## Palmarés como jugador
- 1 Copa del Generalísimo 1970/71[7]
- 1 Copa de campeones de Ferias 1971